# Kytara Battente

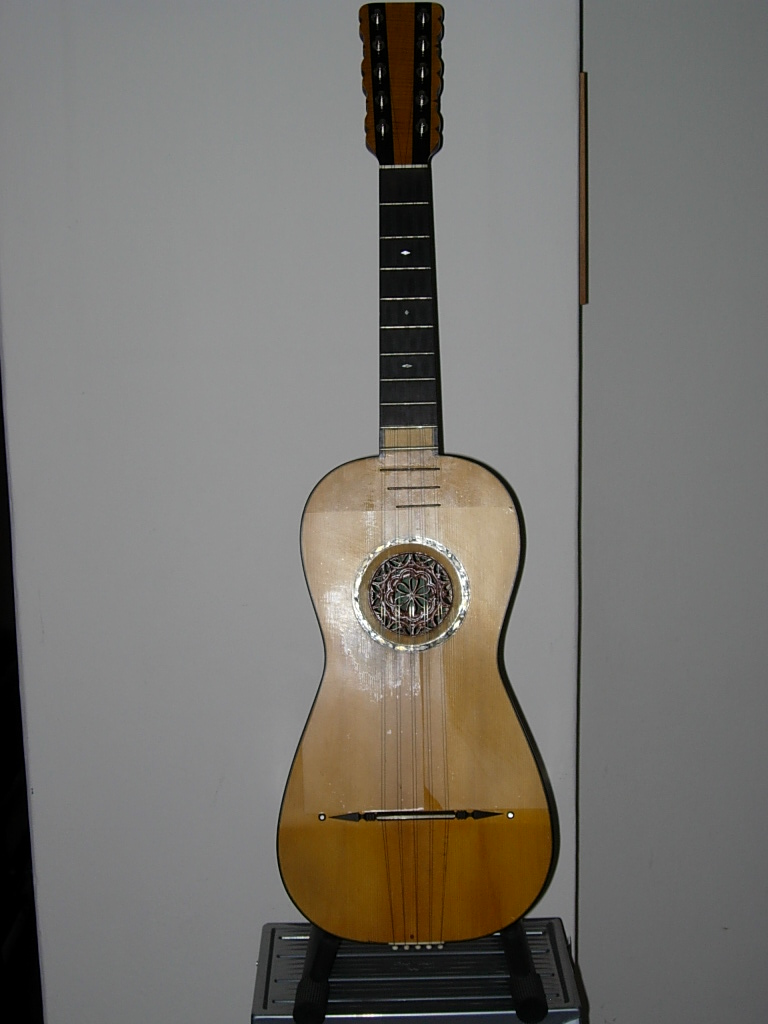
kytara battente

Kytara battente (chitarra battente) je důležitý strunný nástroj v italské populární hudbě. Chitarra battente je menší než klasická kytara, je opatřena čtyřmi nebo pěti kovovými strunami a používá se hlavně v Kalábrii jako doprovodný nástroj ke zpěvu.